# خاچیک مانوکیان
خاچیک واقیناکی مانوکیان (ارمنی: Խաչիկ Վաղինակի Մանուկյան؛ زادهٔ ۲ اوت ۱۹۵۹) یک سیاستمدار اهل ارمنستان است که از تاریخ ۲۰۰۳ تا تاریخ ۲۰۱۲ سمت نمایندگی دوره‌های سوم و چهارم مجلس ملی جمهوری ارمنستان را برعهده داشت.

## زندگی‌نامه
در ۲ اوت ۱۹۵۹ در روستای ماستارا به دنیا آمد و از دانشگاه ملی علوم کشاورزی ارمنستان فارغ‌التحصیل شد. .